# Birthday Party!!
「Birthday Party!!」（バースデー パーティー!!）は、2016年4月にリリースされた牛島隆太のシングルである。

## 解説
自身の22歳の誕生日にリリースされたシングル。
カップリングには、初の作詞作曲を行った『Mother』が収録されている。

## 収録曲
1. Birthday Party!!
作詞/牛島隆太　作曲/渋木新
2. Mother
作詞・作曲/牛島隆太